# Скот Лејк (Флорида)
Скот Лејк (енгл. Scott Lake) град је у америчкој савезној држави Флорида.

## Демографија
По попису из 2000. године број становника је 14.401.
| Група             | 2000.          | 2010.    |
| Белци             | 287 (2,0%)     | 0 (0,0%) |
| Афроамериканци    | 13.133 (91,2%) | 0 (0,0%) |
| Азијати           | 59 (0,4%)      | 0 (0,0%) |
| Хиспаноамериканци | 789 (5,5%)     | 0 (0,0%) |
| Укупно            | 14.401         | 0        |